# Никола Ванков
Никола Иванов Ванков е български педагог, просветен деец и историк на българското образование.

## Биография
Роден е в Габрово на 27 февруари 1876 г. През 1894 г. завършва педагогическото училище в Казанлък, а през 1902 г. философия и педагогика в Софийския университет. През 1894 – 1895 г. е учител във Видин, а от 1895 до 1897 г. в Сухиндол. След това е окръжен инспектор в Русе, директор на Девическата гимназия във Враца. Редактор е на списание „Училищен преглед“. Почива на 28 февруари 1948 г. в София.

## Трудове
Работи в областта на историята на българското образование, теория и практика на началното образование и възпитание. Публикува текстове в „Периодическо списание на Българското книжовно дружество“. Във вестник „Правно дело“ публикува под псевдонима Нив-в. Автор е на биографичен очерк във връзка с 25-годишнината от смъртта на Неофит Рилски.
- „Училищното ни движение и педагогическа литература до Освобождението“ (1899)
- „Учебното дело в Ловеч до Освобождението“ (1903)
- „История на учебното дело в България открай време до Освобождението“ (1903) – първата история на българското образование.
- „Из архивата на Министерството на народното просвещение“
- „Развой на учебното дело и училищното законодателство в България“ (1906)
- „Съюзът на учителите от средните учебни заведения и прогимназиите“ (1911)[1]
- „История на учебното дело в България. Учебник за педагогическите училища и учителските институти“[3]